# T’anshi
T’anshi (ur. IV wiek, zm. V wiek) – pierwszy propagator buddyzmu w królestwie Koguryŏ.

## Życiorys
Pochodził z Jin i w roku 395 przybył do Koguryŏ. Był to piąty rok panowania króla Kwanggaet'o. Przyniósł ze sobą wiele buddyjskich tekstów. Przez jakiś czas przebywał w Liaodong, a w 405 r. powrócił do Chang’anu.
Odegrał olbrzymią rolę w okresie panowania króla Yaoxinga (pan. 394–416) z dynastii Późniejszej Qin, więc przeniósł do Korei buddyzm typowy dla północnych Chin.
O jego naukach nic nie wiadomo. W Liang gaoseng zhuan (biografie wybitnych mnichów zestawione w okresie Liang) znajduje się informacja, że przeprowadzał ceremonie Trzech schronień i Pięciu Wskazań dla świeckich uczniów, co było niezwykle istotne. Są to bowiem podstawowe ceremonie nawrócenia się na buddyzm. Zapoczątkował tym samym masowe ceremonie nawróceń w okresie Koguryŏ.